# 泰利福
泰利福（英語：Teleflex Incorporated）是一家美国医疗器械公司。

## 历史
1943年创建于美国宾夕法尼亚州，1996年设立北京办事处，2007年在上海成立全资子公司。2019年1月18日标普道琼斯指数宣布将其纳入标准普尔500指数，以取代2019年宣布破产的太平洋瓦电公司。